# Caravan (Jazzstandard)

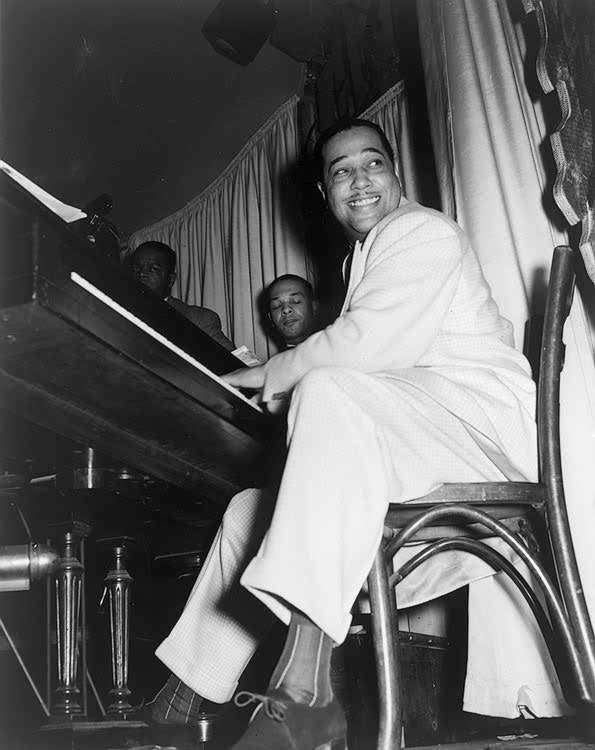
Duke Ellington im Hurricane-Club 1943

Caravan ist ein Jazzstandard, komponiert von Juan Tizol und Duke Ellington. Er wurde zuerst 1936 von Barney Bigard, 1937 vom Duke Ellington Orchestra aufgenommen. Die Autorenrechte für den Text liegen bei Irving Mills.

## Der Titel

Juan Tizol in Duke Ellingtons Orchester 1943

Die erste Version des Titels wurde am 19. Dezember 1936 von Barney Bigard And His Jazzopators in Hollywood aufgenommen. Zwischen 1934 und 1938 entstanden viele Titel des Repertoires des Ellington-Orchesters auch unter dem Namen seiner Musiker – auch Cootie Williams und Rex Stewart nahmen unter eigenem Namen auf, und die Besetzungen waren letztlich Small Band-Varianten des Ellington-Orchesters; sie erschienen später als The Duke’s Men als LP/CD. 1936 wurden zwei Takes aufgenommen, von denen der erste veröffentlicht wurde (Variety VA-515-1).
Die ausführenden Musiker waren Cootie Williams (Trompete), Juan Tizol (Posaune), Barney Bigard (Klarinette), Harry Carney (Baritonsaxophon), Duke Ellington (Piano), Billy Taylor (Bass) und Sonny Greer (Schlagzeug). Ellington-Biograph Hans Ruland schrieb zu dieser Aufnahme: „Tizol stellt hier mit seiner eigentlich unjazzigen Phrasierung das Thema vor. Cootie übernimmt dann um so packender, worauf Carney sich mit einem erstaunlich beweglichen Baritonsaxophon auch nicht lumpen lässt und Bigard, wie so oft, am weitesten vom Thema wegführt, damit Tizol schließlich sein Caravan genau so zu Ende bringt, wie er es begonnen hat.“
„Die Melodie ist betont chromatisch, geheimnisvoll, fast orientalisch. Ellington arrangierte den Song mit zusätzlichen Orientalismen und gab ihm einen neuen, konventionelleren Mittelteil, der rhythmisch und tonal stark mit der Hauptmelodie kontrastiert. Aus diesem Kontrast bezieht das Stück seine besondere Stärke.“
„Caravan“ gilt als einer der größten Hits, die Ellington je hatte; der Titel wurde zu einem dauerhaften Teil des Bandrepertoires. Geschrieben von Juan Tizol, erarbeitete jedoch Ellington den Mittelteil und machte ihn durch das Arrangement erst zu einem „Ellington“-Titel. Der Ellington-Biograph James Lincoln Collier bemerkt zu der Aufnahme durch das Ellington-Orchestra 1937:

„Tizols Melodie ist absolut akzeptabel, aber es ist erst das Arrangement, das aus dem Stück etwas macht. In dem ersten Chorus unterstützt Duke das Thema mit einem knappen, von den Saxophonen wiederholten Gegenstatement und fügt an einigen Stellen ein paar Growls der Trompete hinzu, um die unheimliche, exotische Stimmung zu verstärken; er offenbart damit seine Fähigkeiten, eine Anzahl von Stimmen gleichzeitig zu behandeln. Dadurch wird die Melodie nach Ellington'scher Manier in der Band „herumgereicht“, erst von Barney Bigard gespielt, nun von Cootie Williams mit dem Plunger-Dämpfer, dann von einem Tenorsaxophon. In jedem Falle wird die Solostimme von einer dezenten, unauffälligen Gegenstimme unterstützt – die Klarinette durch eine gestopfte Trompete, die Trompete durch die Saxophone usw. (...) Es ist ein klassischer Ellington, voll von Wechseln, Bewegung – doch alles mischt sich so leicht, dass der Hörer wegen des Gesamteffekts kaum die Teile wahrnimmt.“

## Interpretationen
Der Jazzsong mit seinem „exotischen“ Sound, der an die Musik des Nahen Ostens erinnert, wurde zu einem erfolgreichen Jazz-Standard und von unzähligen Musikern interpretiert, wie Art Blakey and his Jazz Messengers, Ella Fitzgerald, Dizzy Gillespie, Freddie Hubbard, Thelonious Monk, Art Pepper, Piero Umiliani, Oscar Peterson, Lambert, Hendricks and Ross, Wes Montgomery, Angelo Debarre (mit Ludovic Beier), Rabih Abou-Khalil, Chucho Valdés und Gonzalo Rubalcaba. Er erschien als Filmmusik auch in zwei Woody Allen Filmen, Alice und Sweet and Lowdown, sowie in dem Musikdrama Whiplash von Damien Chazelle. Außerdem nahmen ihn auch Künstler wie The Carpenters und die Mills Brothers auf. In neuerer Zeit sampelten ihn die Rapper Redman und Busta Rhymes in ihrem Song „Da Goodness“ (1998).